# John Moffatt (acteur)
Pour les articles homonymes, voir Moffatt.
Ne doit pas être confondu avec John Moffat ou John Moffitt.
Albert John Moffatt, né le 24 septembre 1922 à Badby (Angleterre) et mort le 10 septembre 2012 à Londres (Angleterre), est un acteur et un dramaturge britannique. 
Il est notamment connu pour son rôle d'Hercule Poirot à la BBC Radio 4 de 1987 à 2007 et pour sa large palette de rôles dans le West End Theatre.

## Filmographie
- 1970 : Jules César de Stuart Burge
- 1974 : La chute des aigles : Alois Lexa von Aehrenthal